# Malte Larsen
Malte Larsen (født 19. december 1968) er folketingspolitiker valgt for Socialdemokratiet. Han har været indvalgt medlem af Folketinget siden folketingsvalget 2019 og har i perioden 12. november 2016 til 7. maj 2019 været stedfortræder 4 gange.
Larsen, som er den ældste af tre brødre, voksede op med faderen, Egon Larsen, som var specialarbejder, og moderen, Elva Larsen, som er psykolog. Han blev i 2002 gift med Lise-Lotte Leervad Larsen, har 6 børn og 2 børnebørn.